# Máximos anotadores de tries en partidos de prueba

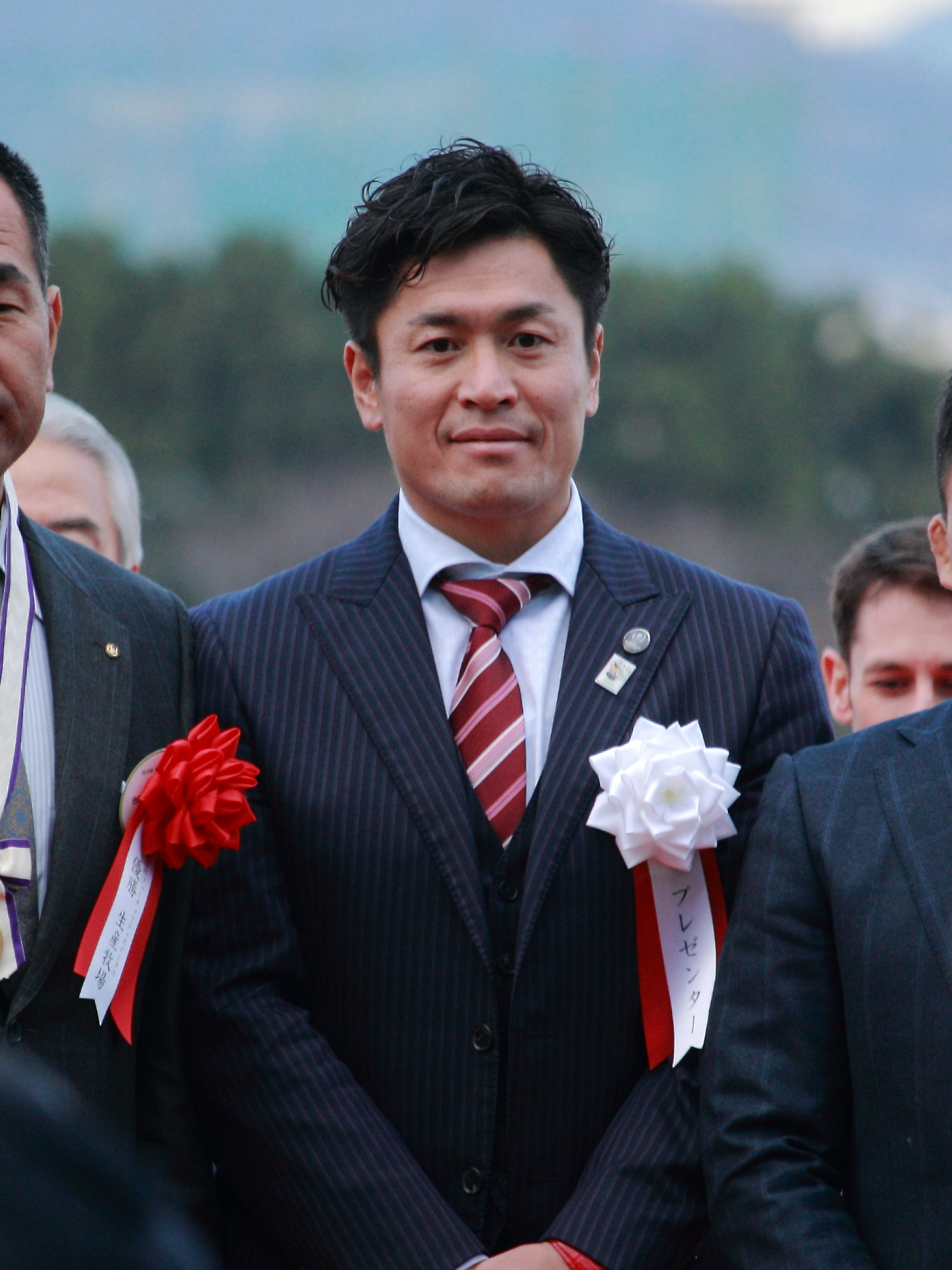
Daisuke Ohata posee el récord.

Esta es la lista de los máximos anotadores de tries en test matches de rugby.

## Anotadores
Se indica la posición más usual del jugador. Los jugadores en negrita continúan activos en sus seleccionados, mientras que los que están en cursiva continúan activos en sus clubes pero no en sus seleccionados.
Actualizado el 11 de diciembre de 2020
|    | Jugador          | Tries | Selección     | Carrera   | Posición |
| -- | ---------------- | ----- | ------------- | --------- | -------- |
| 1  | Daisuke Ohata    | 69    | Japón         | 1996–2006 | Wing     |
| 2  | Bryan Habana     | 67    | Sudáfrica     | 2004–2018 | Wing     |
| 3  | David Campese    | 64    | Australia     | 1982–1996 | Wing     |
| 4  | Shane Williams   | 60    | Gales         | 2000–2011 | Wing     |
| 5  | Hirotoki Onozawa | 55    | Japón         | 2001–2013 | Wing     |
| 6  | Rory Underwood   | 50    | Inglaterra    | 1984–1996 | Wing     |
| 7  | Doug Howlett     | 49    | Nueva Zelanda | 2007–2013 | Wing     |
| 8  | Brian O'Driscoll | 47    | Irlanda       | 1999–2014 | Centro   |
| 9  | Julian Savea     | 46    | Nueva Zelanda | 2012–2017 | Wing     |
| 10 | Christian Cullen | 46    | Nueva Zelanda | 1996–2003 | Wing     |
| 11 | Joe Rokocoko     | 46    | Nueva Zelanda | 2003–2010 | Wing     |
| 12 | Jeff Wilson      | 44    | Nueva Zelanda | 1995–2007 | Wing     |
| 13 | George North     | 43    | Gales         | 2010–     | Wing     |
| 14 | Gareth Thomas    | 41    | Gales         | 1995–2007 | Centro   |
| 15 | Diego Ormaechea  | 41    | Uruguay       | 1979–1999 | Octavo   |